# Березанський завод залізобетонних виробів
ПрАТ «Березанський завод залізобетонних виробів» — підприємство з виготовлення залізобетонних виробів у Березані Київської обл.

## Історія
Березанський завод залізобетонних виробів, як самостійна одиниця, був створений 1 липня 1957 року з потужністю 4,5 тис. м² та чисельністю персоналу — 65 чоловік. Основний вид діяльності на той час — виготовлення залізобетонних виробів для меліоративного будівництва.
4 березня 1992 року було створене орендне підприємство «Березанський завод ЗБВ», у серпні 1994 року воно було перетворене відкрите акціонерне товариство «Березанський завод ЗБВ», що дозволило розширити спектр з випуску продукції.

## Продукція
Продукція підприємства:
- плити дорожні
- пустотні плити перекриття
- тротуарта плитка
- ФБС (фундаментні блоки)
- колодязні кільця плити паркану
- залізобетонні опори для ЛЕП
- палі будівельні і мостові
- конструкції мостів
- кільця з днищем і без днища
- покрівельні панелі
- товарний бетон